# Kesaria Abramidze
Kesaria Abramidze (georgià: კესარია აბრამიძე 18 d'agost de 1987 - 18 de setembre de 2024) va ser una bloguera, actriu i model georgiana. Va ser la primera persona del país a admetre públicament que era transgènere.

## Biografia
Abans de la transició, el material genètic d'Abramidze es va congelar fora del país. Va anunciar que s'havia sotmès a una cirurgia de reassignació de sexe el 2014, i va aparèixer l'any següent en un anunci de roba interior.
Abramidze va ser convidada a diversos programes, com ara la sèrie de televisió Psychopath Games i el programa de Davit Kovziridze Zhure Katsat. Abramidze va participar en el concurs de bellesa Miss Trans Global i va representar el seu país. Més tard es va convertir en la presentadora de Prime House (პრაიმ ჰაუსის) a Rustavi 2.

## Assassinat
Abramidze va ser trobada assassinada el 18 de setembre de 2024 a casa seva als afores de Tbilisi, just un dia després que el Parlament de Geòrgia aprovés el projecte de llei de propaganda LGBT de Geòrgia. Michael Roth, el president del Comitè de Relacions Internacionals del Bundestag, va connectar directament l'assassinat d'Abramidze amb la nova llei anti-LGBTQ+ L'endemà, una persona de 26 anys va ser detinguda a l'Aeroport Internacional de Kutaissi, atès que suposadament mantenia una relació amb la model i que abans l'havia amenaçada. En una publicació a l'abril d'aquell mateix any, Abramidze ja havia denunciat maltractaments físics i psicològics per part de la seva parella. L'assassinat va causar commoció al país i va ser condemnat pel fiscal general georgià, Levan Ioseliani; la presidenta del país, Salomé Zourabichvili, que va proposar que fos una alerta per al conjunt de la societat, i també per part de la portaveu de l'Oficina de Drets Humans de l'ONU.